# Backlink

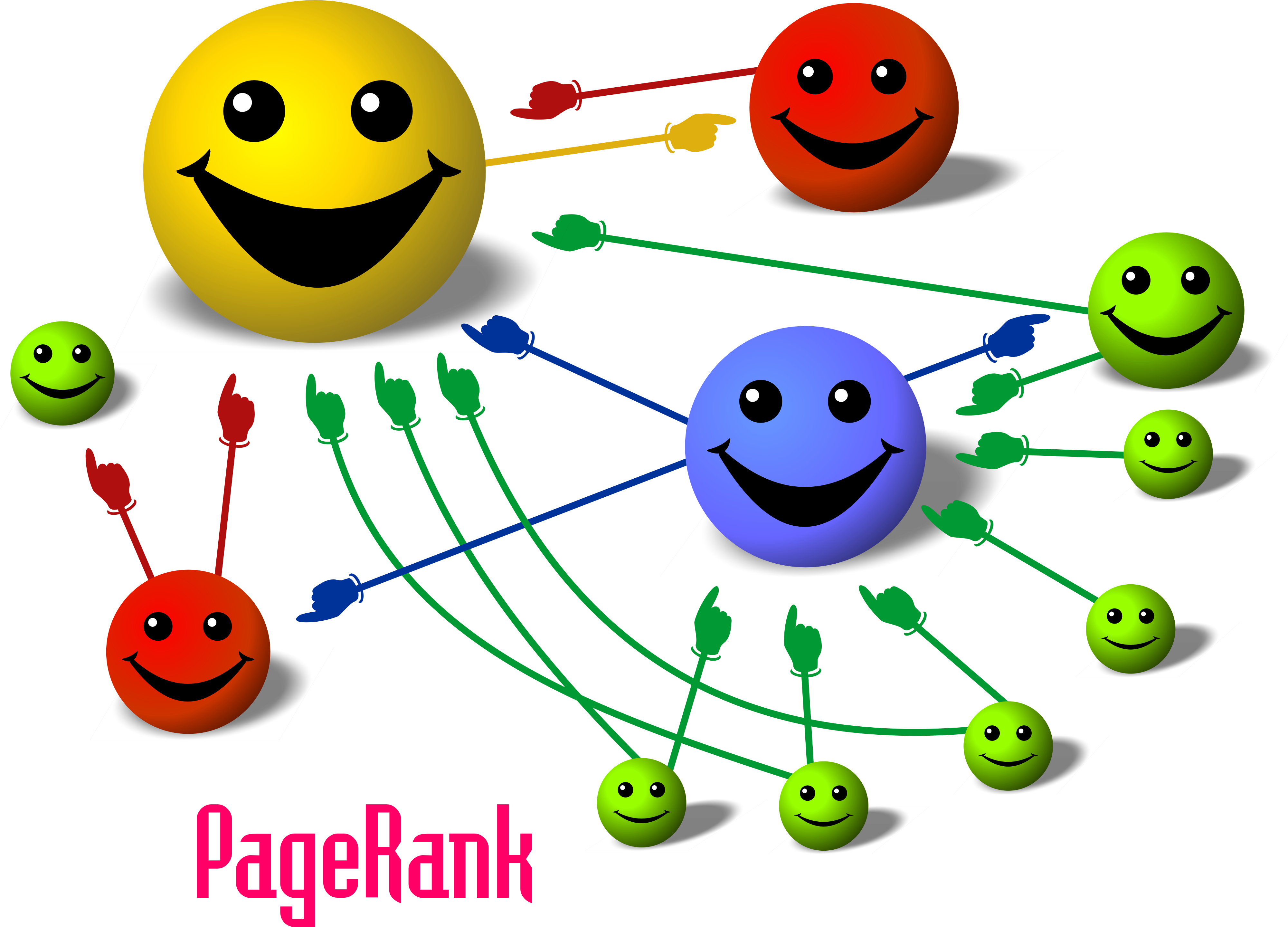
Os backlinks são links para uma página originadas de outra fonte na web. Ajudam a determinar a popularidade de websites e influenciam no ranqueamento nos mecanismos de busca.

Os backlinks, também conhecidos como links de entrada e inbound links para um determinado recurso da web, são uns hiperlinks de algum outro site (o referenciador) para esse recurso da web (o referente). Um backlink é qualquer ligação recebida de uma fonte na web (página web, diretório, site ou domínio de nível superior) para outra fonte na web.
Os links entrada eram originalmente importantes (antes do surgimento dos motores de busca) como um meio primário de navegação. Hoje, sua importância reside na otimização de mecanismos de busca (SEO). O número de backlinks é uma indicação da popularidade ou importância desse site ou página (este é um dos fatores considerados pelo Google para determinar o PageRank de uma página web, por exemplo). Além de SEO, os backlinks de uma página podem ser de interesse pessoal, cultural ou semântica significativa: eles indicam que alguém está prestando atenção nessa página, tornando o SEO prático. Apesar de ainda ser uma métrica criada pelo Google, o PageRank deixou de ser uma métrica pública pelo Google há anos e atualmente, em 2021, muitos outros fatores são utilizados pelo algoritmo do Google para definir a autoridade de um domínio.

## Tipos de Backlinks

### Classificação por Atributo HTML (rel)
- DoFollow: Explicar que são os links que transmitem autoridade (link juice) e são cruciais para o SEO. São os tipos de links gerados por padrão, a menos que especificado o contrário.
- NoFollow: Descrever que não transmitem autoridade e são usados para links que não devem influenciar o ranqueamento (ex: comentários, fóruns, links pagos antigos).
- Sponsored: Introduzido para identificar links pagos ou patrocinados, exemplificado pelo atributo rel="sponsored", transmitindo transparência e conformidade com as diretrizes do Google.
- UGC (User Generated Content): Para links gerados por usuários em plataformas como fóruns e seções de comentários. No código html, o atributo gerado é o rel="ugc".